# Garum
Garum je fermentirana ribja omaka, ki se je  kot začimba uporabljala v feničanski, starogrški, rimski, kartažanski in bizantinski kuhinji. Na podoben način se je pripravljal liquamen in bil včasih sinonim za garum. Četudi je bil garum najbolj priljubljen v zahodnem Sredozemlju in v rimskem svetu, so ga prvi pripravljali in uporabljali Grki.
Tako kot sodobna sojina omaka, pridobljena s fermentiranjem soje, je bil zaradi prisotnosti glutamatov  tudi garum poln slastnih arom. V srednjeveški bizantinski in arabski kuhinji so ga uporabljali skupaj z murrijem, da bi dal jedem pikanten okus. Murri bi lahko izviral iz garuma.

## Proizvodnja in prodaja
Tisto, kar se imenuje liquamen, se pripravlja po naslednjem postopku: ribjo drobovino se vrže v posodo in nasoli. Na enak način se nasoli tudi manjše ribe, predvsem barbone, maenae ali lycostome ali katere koli druge ribe. Posodo se postavi na sonce in pogosto premeša.  Ko je zorenje na toploti končano, je v posodi nastal garum. V posodo z že omenjenimi majhnimi ribami se vstavi majhno gosto pleteno košaro in vanjo izlije garum. Tekočina, ki steče skozi košaro, se imenuje  liquamen. Ostanek v košari se predela v allec.

– Bizantinski priročnik iz 10. stoletja
Plinij starejši in Izidor Seviljski pravita, da latinska beseda garum izhaja iz grške besede γάρος (gáros), s katero so omako imenovali Aristofan, Sofoklej  in Ajshil. Garos bi lahko bila tudi vrsta ribe ali ribja omaka, podobna garumu. Plinij trdi, da se garum pripravlja iz ribje drobovine in soli, pri čemer nastane tekočina, imenovana garum, in ribja kaša, imenovana  (h)allec ali allex. Kaša se je štela za stranski proizvod. Garum se je z izparevanjem vode zgostil v gosto pasto s kristali soli, ki se je imenovala muria. Uporabljala se je za soljenje in začinjenje jedi.
Proizvajalo se je več vrst garuma, ki so ga uživali vsi družbeni razredi. Ko se je z vrha gošče odlila tekočina, so preostalo ribjo kašo (allec) porabili najrevnejši prebivalci za začinjanje kaš  iz ovsa in čičerike. Končni izdelek, v Marcijanovih Epigramih omenjen kot žlahtni garum, je bil očitno blag in prefinjenega okusa. Najboljši garum je dosegal izredno visoke cene in v enostavnih jedeh lahko zamenjal sol. 
Garum se pojavlja v številnih receptih v rimski kuharski knjigi Apicius, znani tudi kot De re culinaria ali  De re coquinaria (O kuhanju).  V Apiciusu (8.6.2–3) je zapisan recept za dušeno jagnjetino, po katetem se meso najprej skuha s čebulo, koriandrom, poprom, luštrekom, kumino, liquamenom, oljem in vinom in nato zgosti z moko. V isti kuharski knjigi je omenjena uporaba garuma za pripravo ribje osnove za aromatiziranje sesekljanih listov sleza, ocvrtih v ponvi.
Corpus Inscriptionum Latinarum IV  omenja, da se je v 1. stoletju n. št. omaka liquamen razlikovala od garuma. V 5. stoletju, ali že prej, je naziv liquamen  pomenil garum. Razpoložljivi dokazi kažejo, da je bila omaka običajno narejena iz zdrobljene drobovine (mastnih) pelagičnih rib, zlasti inčunov, pa tudi papalin, sardel, skuš ali tun, ki se je nato fermentitala v slanici. V večini ohranjenih tituli picti, napisih na amforah, v katerih so navedene sestavine, je najpogosteje omenjena riba skuša. V najugodnejših pogojih je fermentacija trajala 48 ur.
Proizvodnja in izvoz garuma sta bila element blaginje obalnega grškega emporija od ligurske obale Galije do obale Hispaniae Baeticae in morda spodbuda za prodor Rimljanov v te obalne regije. Četudi je bil garum pomembna sestavina v kuhinji celega Rimskega cesarstva, je bilo v vzhodnem Sredozemlju znanih samo nekaj obratov za njegovo proizvodnjo. Majhno tovarno iz 1. stoletja so odkrili leta 2019 v bližini Aškelona.
Plinij starejši je govoril o garumu, ki so ga  uživali rimski Judje, ker običajni garum ni bil košer.
V ruševinah Pompejev so našli posode košer garuma, kar kaže, da je bil priljubljen tudi med tamkajšnjimi Judi. Vsako pristanišče je imelo svoj tradicionalni recept, v času cesarja Avgusta pa so Rimljani menili, da je najboljši garum iz Kartagene in Gadesa v Betiki. Ta proizvod se je imenoval garum sociorum (garum zaveznikov). Ruševine tovarne garuma so odkrili v betijskih mestih  Baelo Claudia (sedanja Tarifa) in Carteia (San Roque). Veliki tovarni garuma sta bili v Gadesu (Cadiz) in pod Picassovim muzejem v Málagi.
Garum je bil glavni in dokaj prestižen hispanski proizvod. V Rimu je bil zelo cenjen tudi garum iz Luzitanije (Portugalska), ki se je izvažal neposredno iz pristanišča Lacobriga (Lagos). Nekdanja rimska tovarna garuma je na ogled v četrti Baixa v središču Lizbone. Fossae Marianae v južni Galiji na skrajnem jugu sedanje Francije, je bilo središče za distribucijo garuma v zahodno Evropo, vključo z Galijo, Germanijo in Rimsko Britanijo. Tovarne garuma so bile tudi v Tingiški Mavretaniji (sedanji Maroko), na primer v Cotti in Lixusu.
Tovarne garuma Umbricija Scaura so bile ključne za gospodarstvo Pompejev. Tovarn v Pompejih še niso odkrili, kar morda kaže, da so bile izven mestnega obzidja. Proizvodnja garuma je namreč ustvarjala tako neprijetne vonjave, da se je praviloma proizvajal na obrobju ali izven mest. Leta 2008 so arheologi v posodah v Pompejih odkrili ostanke garuma, ki potrjujejo datum izbruha Vezuva avgusta 79. Garum se je proizvajal izključno iz skuš, ki so jih lovili v poletnih mesecih.

## Kulinarika
Garum, pomešan z vinom (oenogarum, priljubljena bizantinska omaka), vinskim kisom, črnim poprom ali oljem, je poudaril okus najrazličnejših jedi, vključno s kuhano teletino in parjenimi klapavicami, pa tudi suflejem iz hrušk in medu. Razredčen z vodo (hidrogarum) se je delil  rimskim legionarjem. Plinij starejši je v svoji Naturalis Historia pripomnil, da ga je mogoče razredčiti do barve medenega vina in piti.

## Družbeni vidiki
Garum je imel tudi socialno razsežnost, ki bi jo lahko primerjali s česnom v nekaterih sodobnih zahodnih družbah, ali s sprejetjem ribje omake v vietnamski kuhinji (tam jo imenujejo  nước mắm). Seneca, ki je bil staromoden in nasprotnik dragih in norih novotarij, je kljub temu, da je bila njegova družina iz betijske Cordube (Cordoba), opozoril:
Ali se ne zavedate, da garum sociorum, ta draga krvava masa razpadajočih rib, uniči želodec s svojo nasoljeno gnilobo?
- Seneca, poslanica 95.
Ohranjeni odlomek komediografa Platona govori o "gnilem garumu", Martial pa čestita prijatelju, da je dosegel ljubezenski napredek pri deklici, ki si je privoščila šest obrokov garuma.
Bioliški antropolog Piers Mitchell domneva, da je garum morda pripomogel razširiti  ribjo trakuljo (difilobotrij) po Evropi.

## Zdravilstvo
Garum se je uporabljal tudi v zdravstvu za mnoge težave, vključno z ugrizi psa, drisko, razjedami, lajšanje kronične driske in zdravljenje kronične zapeke. Uporabljal se je celo v kozmetiki za odstranjevanje neželenih dlak in sončnih peg.

## Zapuščina
Garum je ostal predmet zanimanja zgodovinarjev prehrane in kuharskih mojstrov in se ponovno vključil v pripravo jedi. V jugovzhodni Aziji je ribja omaka, podobna rimskemu garumu,  značilna sestavina regionalne kuhinje. V Cadizu, Španija, je kuharski mojster leta 2017 uporabil garum kot začimbo za ribjo solato po receptu iz leta 79, ki so ga odkrili arheologi v Pompejih.
Za garum velja, da je predhodnik fermentirane omake iz inčunov, imenovane colatura di alici, ki se še vedno pripravlja v Kampaniji, Italija.
Worcesterska omaka je slastna omaka iz fermentiranih inčunov in drugih sestavin.   Kečap je bil sprva okusna ribja omaka brez sladkorja in paradižnika in je imel v kulinariki podobno vlogo in priljubljenost kot garum.